# AMD Excavator
AMD Excavator és una arquitectura creada per AMD que pertany a la 15a família de microarquitectures d'AMD, conegudes amb el sobrenom de Bulldozer, de la qual és la quarta generació, rellevant així a la seva predecessora Steamroller.
L'APU basat amb arquitectura Excavator per aplicacions mainstream s'anomena Carrizo, tot i que hi ha una gran quantitat de diferents línies de CPUs i APUs diferents que l'utilitzen, com és el cas de les Bristol Ridge, Stoney Ridge i els diferents models dins de les famílies G i J d'àmbits embedded, entre d'altres. Pel que fa a servidors, Excavator també està present a la línia de CPUs i APUs coneguda com a Toronto.

S'ha confirmat que Excavator serà la revisió final de la família Bulldozer, amb dues noves microarquitectures rellevant-la l'any que ve. Aquestes noves arquitectures seran la AMD Zen x86 i la AMD K12 ARM.

## Arquitectura
Excavator consta d'una arquitectura de 28nm fabricada per l'empresa Global Foundries. Aquesta utilitza el conjunt d'instruccions AMD64 (x86-64), i alhora suporta altres instruccions SIMD com ara les MMX, les SSE fins a la versió 4.2 i fins i tot algunes noves com ara les AVX2, entre moltes altres. És compatible tant amb sockets de tipus FM2+ com amb AM4.
Una de les principals raons per la popularitat de l'arquitectura Excavator és l'augment d'IPC en comparació amb la seva predecessora (Steamroller), cosa que s'aconsegueix doblant la cache de dades a L1 des de 16KB per core fins a 32KB per core. També hi influeixen altres millores com ara una millor predicció de salt i millores de prefetch a la cache L1, que produeixen una menor latència a L1. La L1 d'instruccions és de 96KB per mòdul, i la L2 és d'1MB, variant entre una o dues caches depenent del tipus d'APU.
Suporta tant controladors de memòria DDR3 com DDR4.
Algunes de les característiques d'AMD que suporta aquesta arquitectura són Cool'n'Quiet, TurboCore i PowerNow.

## Processadors i acceleradors

### Desktop
Hi ha dues línies per a entorns Desktop: una exclusiva de CPUs i una d'APUs, com són la Carrizo i la Bristol Ridge, respectivament.
La línia de CPUs Carrizo va sortir al mercat a començament de 2016. Els seus processadors utilitzen 4 cores Excavator x86 separats en dos mòduls i el socket utilitzat és el FM2+.
Mentre que la línia d'APUs Bristol Ridge va sortir al mercat al setembre de 2016 i els seus acceleradors estan basats amb cores Excavator x86, dos o quatre depenent del model, i utilitzen el socket AM4.

### Servidors
El roadmap d'AMD de 2015 per a servidors mostra la línia de CPUs i APUs Toronto. Les CPUs es tracten de processadors quad-core basats amb arquitectura Excavator, igual que els APUs, diferenciant-se amb l'àmbit d'ús, sent els clusters de serveis per a webs i empreses l'àmbit de les primeres i els clusters de computació i media l'àmbit dels acceleradors.

### Mòbil
Es troben dues línies d'APUs, les ja mencionades Carrizo i Bristol Ridge.
La línia Carrizo aquest cop es tracta d'acceleradors, llançades al mercat per AMD durant el 2015. Utilitza cores Excavator, entre 2 i 4 depenent del model, i utilitzen el socket FP4.
L'altra línia d'acceleradors és la Bristol Ridge, va sortir al mercat al juny de 2016. Conté 4 cores Excavator x86 i també utilitza el socket FP4.

### Ultra-mòbil
Només es troba una línia a aquest àmbit, i és la Stoney Ridge, que conté dos cores Excavator x86.

### Embedded
Per a entorns embedded que utilitzin cores Excavator, es troben bàsicament dues línies de SoCs, com són la Brown Falcon i la Prairie Falcon. La primera va sortir al mercat al febrer de 2016, i integra dos cores Excavator, igual que la segona, diferenciant-se segons el seu àmbit de mercat que pretenen ocupar.